# Arnaud (Haití)
Arnaud (en criollo haitiano Ano) es una comuna de Haití, que está situada en el distrito de Anse-à-Veau, del departamento de Nippes.

## Secciones
Está formado por las secciones de:
- Baconnois-Barreau
- Baquet
- Arnaud (también denominada Morcou)

## Demografía
| Gráfica de evolución demográfica de Arnaud entre 2009 y 2015 |
|                                                              |

Los datos demográficos contemplados en este gráfico de la comuna de Arnaud son estimaciones que se han cogido de 2009 a 2015 de la página del Instituto Haitiano de Estadística e Informática (IHSI). 